# تپه دره خاکی رودبارک
تپه دره خاکی رودبارک در شهرستان مهدیشهر، بخش شهمیرزاد، روستای رودبارک واقع شده و این اثر در تاریخ ۱۰ دی ۱۳۸۱ با شمارهٔ ثبت ۶۹۵۸ به‌عنوان یکی از آثار ملی ایران به ثبت رسیده است.